# Akhbar el-Yom
Akhbar el-Yom (arabe : أخبار اليوم, littéralement "Nouvelles du jour" ou "Actualités du jour") est un journal gouvernemental hebdomadaire de langue arabe publié en Égypte.

## Histoire
Akhbar el-Yom a été fondé par les frères Amin, Mustafa Amin et Ali Amin, le 6 novembre 1944. Le journal est publié chaque semaine, le samedi. Il est détenu par le Conseil de la Choura et est considéré comme un journal semi-officiel. Il dispose également d'une édition quotidienne appelée al-Akhbar, qui a également été créée par les frères Amin.
La diffusion du journal en 2000 était de 1,5 million d'exemplaires.